# Martina Suchá
Martina Suchá (* 20. listopadu 1980 Nové Zámky) je bývalá slovenská profesionální tenistka. Ve své kariéře na okruhu WTA Tour vyhrála dva singlové turnaje. V rámci okruhu ITF získala pět titulů ve dvouhře a dva ve čtyřhře.
Na žebříčku WTA byla ve dvouhře nejvýše klasifikována v dubnu 2002 na 37. místě a ve čtyřhře pak v lednu 2000 na 234. místě. Před ukončením kariéry ji trénoval Mihal a kondičním koučem byl profesor Tomáš Kampmiller.
Ve slovenském fedcupovém týmu debutovala v roce 2002 osmifinálem Světové skupiny proti Francii, v němž vyhrála dvouhru nad Nathalií Dechyovou. Slovenky zvítězily 4:1 na zápasy. Stala se tak členkou slovenského týmu, který poté došel až do finále a získal první fedcupový titul. Mezi lety 2002–2005 v soutěži nastoupila ke čtyřem mezistátním utkáním s bilancí 3–2 ve dvouhře a 0–0 ve čtyřhře. Sedmkrát byla do výběru nominována.
Slovensko reprezentovala na Letních olympijských hrách 2004 v Athénách, kde v úvodním kole ženské dvouhry nestačila na devátou nasazenou Rusku Naděždu Petrovovou po dvousetovém průběhu. Do ženské čtyřhry nastoupila s Ľubomírou Kurhajcovou. Soutěž opustily v první fázi po porážce od italského páru Silvia Farinaová Eliaová a Francesca Schiavoneová.
Narodila se roku 1980 v Nových Zámcích do rodiny ortopeda Henricha a praktické lékařky Margity Suchých.

## Tenisová kariéra
V rámci hlavních soutěží událostí okruhu ITF debutovala v květnu 2006, když na turnaji v Nitře s dotací 10 tisíc dolarů postoupila z kvalifikace. Ve druhém kole podlehla Češce Haně Šromovové. Premiérový singlový titul v této úrovni tenisu vybojovala v září 1997 na klužském turnaji s rozpočtem deset tisíc dolarů. Ve finále přehrála Rumunku Magdu Mihalacheovou.
V singlové soutěži okruhu WTA Tour debutovala na dubnovém Westel 900 Budapest Open 1999, kde postoupila z kvalifikace. V úvodním kole podlehla Kanaďance Janě Nejedlé. Prvním vyhraným zápasem se stalo utkání úvodního kola proti Češce Sandře Kleinové na druhém ročníku říjnového Eurotel Slovak Indoor 2000. Následně podlehla Belgičance Justine Heninové.
Debut v hlavní soutěži nejvyšší grandslamové kategorie přišel v ženském singlu Australian Open 2001. V úvodním kole však nenašla recept na Farinaovou Eliaovou. První vyhrané utkání na grandslamu dosáhla na French Open 2001, když zdolala Rusku Anastasiji Myskinovou, aby ji ve druhé fázi vyřadila další ruská hráčka Jelena Bovinová. Po skončení zaznamenala průlom do elitní světové stovky žebříčku WTA v jeho vydání z 11. června 2001, když se posunula ze 114. na 99. místo.
Debutového vítězství nad hráčkou elitní světové dvacítky dosáhla ve druhém kole proti patnácté ženě pořadí Silvii Farinaové Eliaové, během zářijového Bell Challenge 2001 v Québecu. Poprvé se zde také probojovala do semifinále, v němž nenašla recept na Chorvatku Ivu Majoliovou. Premiérové finále na túře WTA následovalo o měsíc později na Eurotel Slovak Indoors 2001, když si účast v hlavní soutěži zajistila postupem z tříkolové kvalifikace. Na turnaji zvládla sedm zápasů vyjma finále, v němž uhrála na Italku Ritu Grandeovou jen dva gamy. První ze dvou kariérních titulů si odvezla z lednového Tasmanian International 2002 v Hobartu. V semifinále dokázala otočit nepříznivý vývoj s Australankou Nicole Prattovou a v závěrečném duelu zdolala Španělku Anabel Medinaovou Garriguesovou. Forma se projevila na navazujícím Australian Open 2002, kde se jedinkrát na grandslamu probojovala až do čtvrtého kola. V něm ji zastavila Italka Adriana Serraová Zanettiová. Bodový zisk ji 28. ledna 2002 poprvé v kariéře posunul do elitní světové padesátky, když vystoupala z 51. na 39. příčku.
Druhou trofej přidala na halovém Bell Challenge 2004, kde rozhodla semifinále proti Argentince Maríi Emilii Salerniové až v tiebreaku třetí sady. Ve finále pak přehrála Američanku Abigail Spearsovou. Profesionální dráhu ukončila ve 27 letech. Poslední odehranou soutěží se stala kvalifikace dubnového Morocco Open 2008 ve Fesu, kde ji vyřadila Ruska Arina Rodionovová.

## Finále na okruhu WTA Tour
| Legenda                                    |
| ------------------------------------------ |
| D – dvouhra                                |
| Grand Slam (0)                             |
| Turnaj mistryň (0)                         |
| Tier I / Premier Mandatory & Premier 5 (0) |
| Tier II / Premier (0)                      |
| Tier III, IV & V / International (2–4 D)   |

### Dvouhra: 6 (2–4)
| Stav       | č. | datum             | kat.     | turnaj                | povrch      | soupeřka ve finále         | výsledek      |
| ---------- | -- | ----------------- | -------- | --------------------- | ----------- | -------------------------- | ------------- |
| Finalistka | 1. | 15. října 2001    | Tier V   | Bratislava, Slovensko | koberec (h) | Rita Grandeová             | 1–6, 1–6      |
| Vítězka    | 1. | 13. ledna 2002    | Tier V   | Hobart, Austrálie     | tvrdý       | Anabel Medina Garriguesová | 7–6(9–7) 6–1  |
| Finalistka | 2. | 2. května 2004    | Tier V   | Budapešť, Maďarsko    | antuka      | Jelena Jankovićová         | 6–7(4–7), 3–6 |
| Finalistka | 3. | 3. října 2004     | Tier III | Kanton, ČLR           | tvrdý       | Li Na                      | 3–6, 4–6      |
| Vítězka    | 2. | 7. listopadu 2004 | Tier III | Québec, Kanada        | koberec (h) | Abigail Spearsová          | 6–2, 3–6, 6–2 |
| Finalistka | 4. | 21. května 2006   | Tier IV  | Rabat, Maroko         | antuka      | Meghann Shaughnessyová     | 2–6, 6–3, 3–6 |

## Tituly na okruhu ITF
| Dotace turnajů okruhu ITF |
| ------------------------- |
| 100 000 $ tournaments     |
| 80 000 $ tournaments      |
| 75 000 $ tournaments      |
| 60 000 $ tournaments      |
| 50 000 $ tournaments      |
| 25 000 $ tournaments      |
| 15 000 $ tournaments      |
| 10 000 $ tournaments      |

### Dvouhra (5)
| č. | datum              | turnaj                   | povrch  | poražená finalistka  | výsledek      |
| -- | ------------------ | ------------------------ | ------- | -------------------- | ------------- |
| 1. | 14. září 1997      | Kluž, Rumunsko           | antuka  | Magda Mihalacheová   | 7–5, 3–6, 6–4 |
| 2. | 23. srpna 1998     | Valašské Meziříčí, Česko | antuka  | Libuše Průšová       | 3–6, 6–3, 6–1 |
| 3. | 23. srpna 1998     | Ettenheim, Německo       | antuka  | Patricia Wartuschová | 6–2, 3–6, 6–3 |
| 4. | 15. června 2003    | Grado, Itálie            | antuka  | Catalina Castañová   | 6–1, 6–2      |
| 5. | 11. listopadu 2007 | Ismaning, Německo        | koberec | Oxana Ljubcovová     | 6–4, 6–4      |

### Čtyřhra (2)
| č. | datum             | turnaj           | povrch | spoluhráčka     | poražené finalistky               | výsledek      |
| -- | ----------------- | ---------------- | ------ | --------------- | --------------------------------- | ------------- |
| 1. | 20. července 1997 | Toruň, Polsko    | antuka | Renata Kučerová | Petra Kučová Lenka Zacharová      | 6–3, 6–3      |
| 2. | 19. prosince 1999 | Průhonice, Česko | tvrdý  | Helena Vildová  | Nadejda Ostrovská Taťána Pučeková | 6–3, 2–6, 6–2 |

## Chronologie grandslamových výsledků

### Ženská dvouhra
| Turnaj          | 2001    | 2002    | 2003    | 2004    | 2005    | 2006    | 2007    | 2008 | V–P |
| --------------- | ------- | ------- | ------- | ------- | ------- | ------- | ------- | ---- | --- |
| Australian Open | 1. kolo | 4. kolo | 1. kolo | 1. kolo | 2. kolo | 2. kolo | 1. kolo | A    | 5–7 |
| French Open     | 2. kolo | 1. kolo | A       | 1. kolo | 1. kolo | 1. kolo | 1. kolo | A    | 1–6 |
| Wimbledon       | 1. kolo | 2. kolo | 2. kolo | 1. kolo | 1. kolo | 1. kolo | 1. kolo | A    | 2–7 |
| US Open         | 3. kolo | 2. kolo | 2. kolo | 1. kolo | 2. kolo | 1. kolo | A       | A    | 5–6 |

### Ženská čtyřhra
| Turnaj          | 2001 | 2002 | 2003 | 2004 | 2005    | 2006    | 2007    | 2008 | V–P |
| --------------- | ---- | ---- | ---- | ---- | ------- | ------- | ------- | ---- | --- |
| Australian Open | A    | A    | A    | A    | A       | A       | 2. kolo | A    | 1–1 |
| French Open     | A    | A    | A    | A    | 1. kolo | 1. kolo | A       | A    | 0–2 |
| Wimbledon       | A    | A    | A    | A    | 1. kolo | 1. kolo | A       | A    | 0–2 |
| US Open         | A    | A    | A    | A    | 1. kolo | 1. kolo | A       | A    | 0–2 |

| Legenda | Legenda                                   | Legenda | Legenda                     |
| ------- | ----------------------------------------- | ------- | --------------------------- |
| SR      | poměr vyhraných turnajů ku všem odehraným | W–L V–P | výhry–prohry                |
| NH      | daný rok se turnaj nekonal                | A       | turnaje se hráč nezúčastnil |
| 1Q / LQ | prohra v (kole) kvalifikace               | 1k / 1R | prohra v daném kole turnaje |
| QF / ČF | prohra ve čtvrtfinále                     | SF      | prohra v semifinále         |
| F       | prohra ve finále                          | Vítěz   | vítězství v turnaji         |

## Postavení na konečném žebříčku WTA

### Dvouhra
| Rok      | 1996 | 1997   | 1998   | 1999   | 2000   | 2001  | 2002  | 2003  | 2004  | 2005  | 2006  | 2007   | 2008   |
| Žebříček | 744. | ▲ 675. | ▲ 271. | ▲ 139. | ▲ 109. | ▲ 67. | ▲ 64. | ▼ 89. | ▲ 57. | ▼ 90. | ▲ 84. | ▼ 211. | ▼ 394. |

### Čtyřhra
| Rok      | 1999 | 2000 | 2001   | 2002 | 2003   | 2004 | 2005   | 2006   | 2007   | 2008   |
| Žebříček | —    | —    | ▲ 642. | —    | ▲ 505. | —    | ▲ 867. | ▼ 890. | ▲ 291. | ▼ 621. |